# Mammuthus primigenius

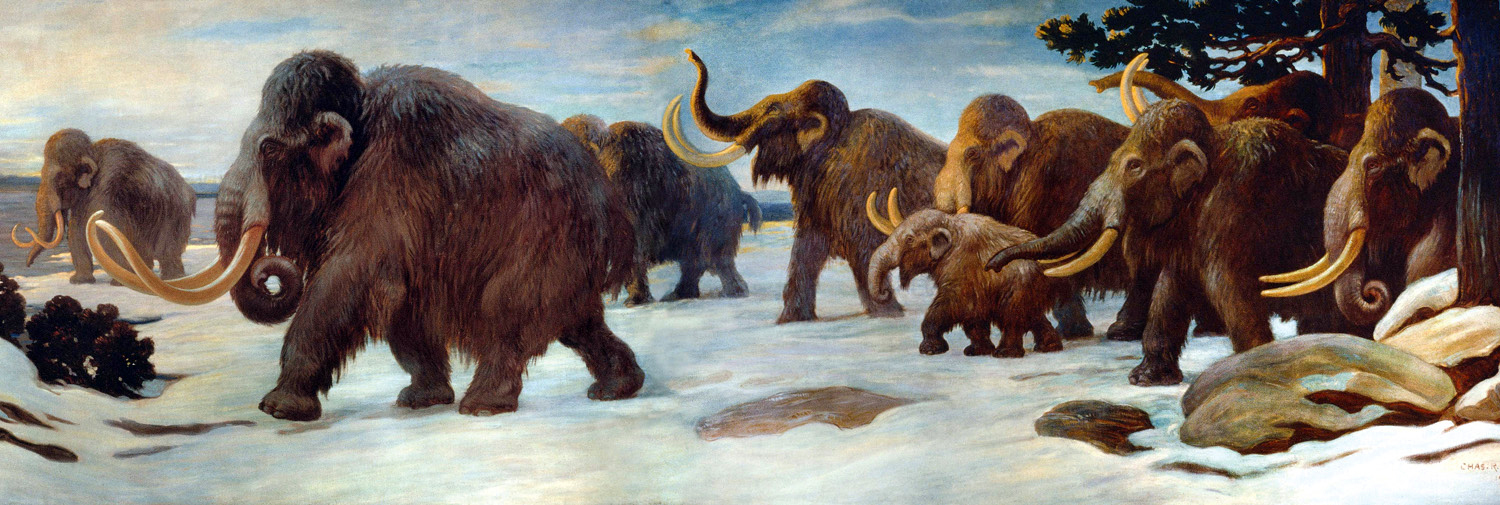
Dipinto di Charles R. Knight di mammut lanoso

Il mammut lanoso (Mammuthus primigenius Blumenbach, 1799) è una specie estinta di elefante. Visse da 200 000 a circa 5 000 anni fa, nel Pleistocene, in Europa, Asia e Nordamerica. È una delle specie di Mammut ad essersi estinta più tardi, in epoche relativamente recenti. Questa specie, estremamente adattata ad un clima gelido, si è evoluta dal precedente mammut delle steppe (Mammuthus trogontherii).

## Morfologia
Come tutti i congeneri, il mammut lanoso era caratterizzato principalmente dalla forma delle zanne dei maschi, ricurve verso l'alto e all'indietro; inoltre disponeva di una pelliccia lunga e folta, mentre le orecchie e la coda, rispetto agli attuali elefanti, erano molto piccole, come adattamento al clima freddo, per ridurre al minimo la dispersione di calore. 

### Dimensioni
Contrariamente all'opinione comune, il mammut lanoso non era gigantesco: era grande poco meno dell'attuale elefante africano (ma comunque più dell'elefante asiatico), essendo la sua altezza mediamente compresa tra 2,8 e 3,5 m al garrese. Poteva superare i 4,5 m di lunghezza e raggiungere un peso di 6 tonnellate.

### Zanne
Le zanne dei maschi differivano invece molto da quelle dei moderni elefanti sia nella forma sia in lunghezza: ricurve verso l'alto e avvolte a spirale, erano lunghe fino a 420 centimetri; questa particolare conformazione permetteva ai mammut di spostare agevolmente la neve accumulata al suolo e di cibarsi dell'erba sottostante, infatti come tutti i proboscidati era un erbivoro. Le femmine avevano zanne molto più brevi e con una curvatura molto meno accentuata.

### Pelliccia e adattamento climatico
Era un animale adattato a climi gelidi.
La pelliccia era composta da peli lunghi oltre un metro e da un folto sottopelo; come in altri mammiferi, durante l'estate avveniva la muta del pelo ed il suo manto si rinnovava completamente. Alcuni esemplari di Mammuthus primigenius avevano il pelo biondo, secondo quanto rilevato dal gene Mc1r, rilevato proprio dalle ossa di questo animale.
 
La pelle era simile a quella degli odierni elefanti, ma a differenza di essi era ricca di ghiandole sebacee; le secrezioni di sebo, sostanza grassa ed oleosa, sul pelo, miglioravano l'isolamento termico dell'animale. Disponevano inoltre di uno strato di grasso vascolarizzato sottocutaneo spesso fino ad 8 cm, un particolare presente anche nei mammiferi marini come le balene.
 
Altri adattamenti di questa specie al clima gelido degli ambienti in cui viveva, erano un lembo di pelle che proteggeva l'ano dal freddo e i testicoli che, diversamente dalla maggior parte dei mammiferi, restavano anche nell'adulto nell'originaria posizione all'interno della cavità addominale. Tali caratteristiche, impossibili da dedurre dai resti fossili, sono state riscontrate nei numerosi individui ritrovati congelati nel permafrost.
In prossimità delle vertebre cervicali e delle spalle era presente una sorta di gobba, che fungeva da deposito di grasso adiposo, come avviene anche nei cammelli; questo particolare è evidenziato in numerose rappresentazioni di mammut nelle pitture rupestri.

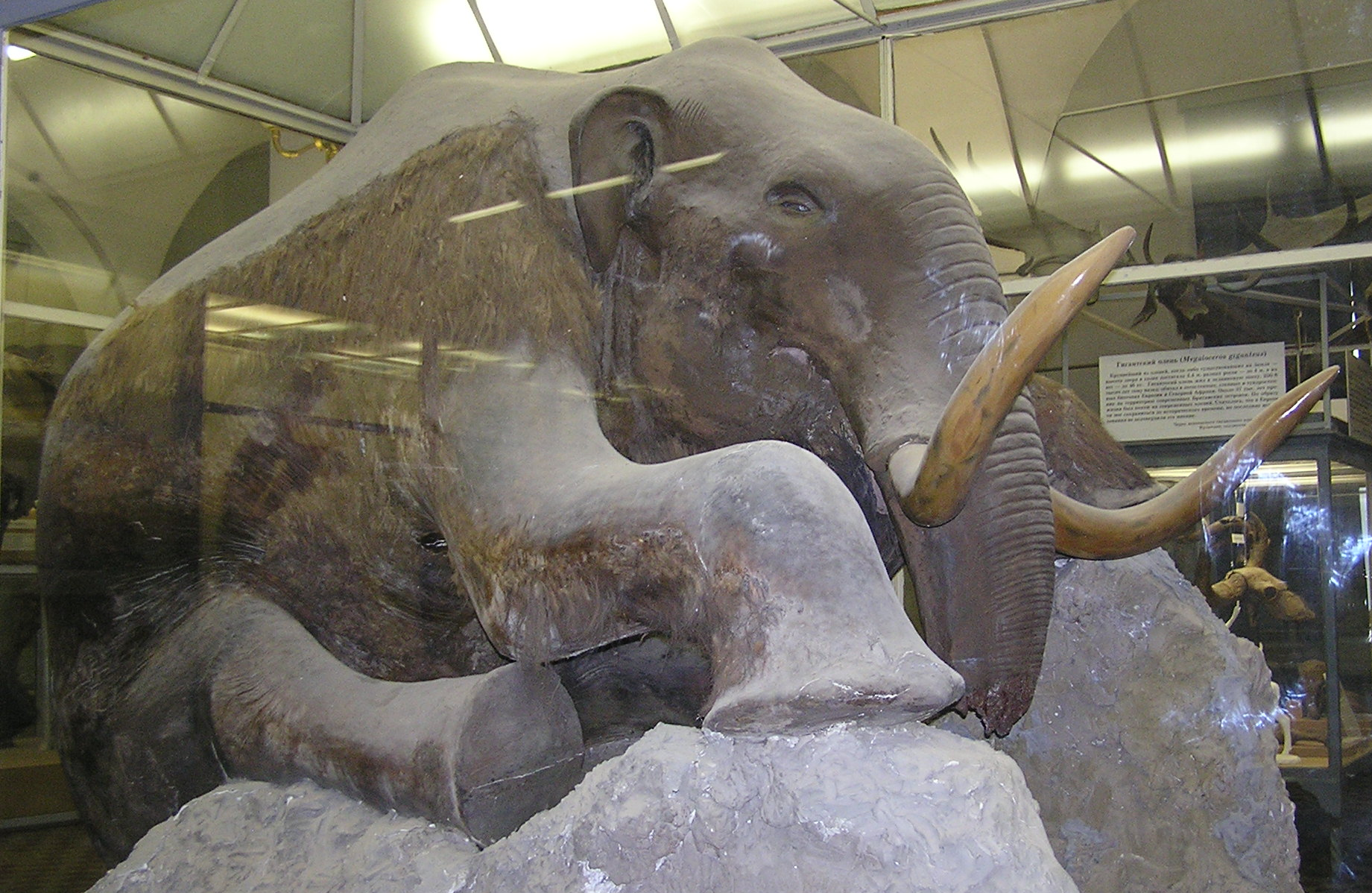
Mammut rinvenuto in Siberia e conservato al Museo di San Pietroburgo
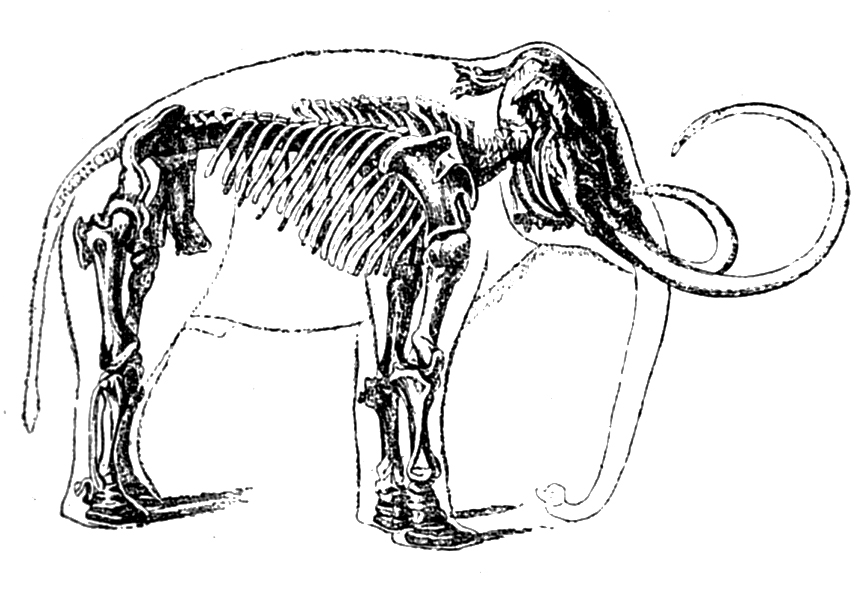
Rilievo dello scheletro di mammut del Museo di San Pietroburgo
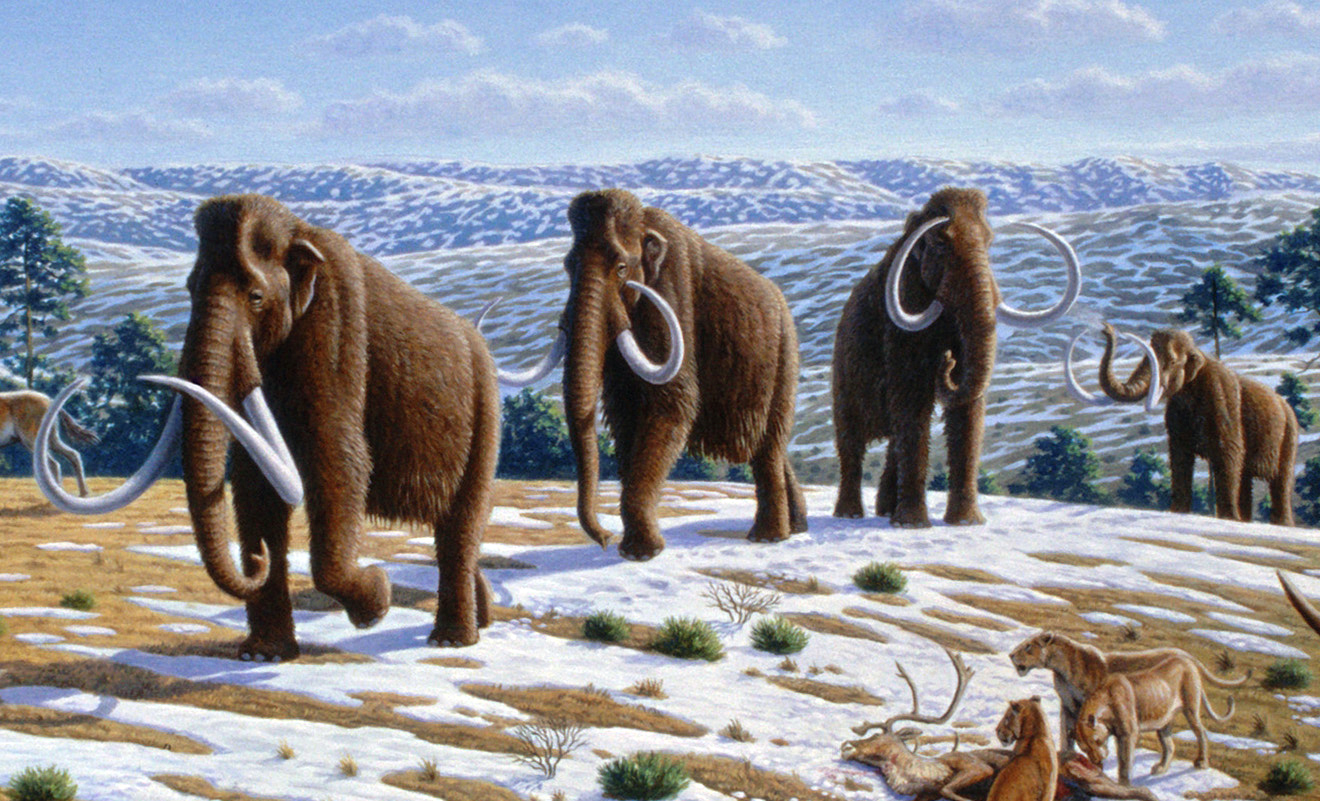
Ricostruzione grafica di Mammuthus

## Origine ed uso comune del nome
L'origine del nome è incerta, ma la si fa risalire al russo "mamont" da cui il francese "mammouth" e l'inglese "mammoth", tutte espressioni di provenienza oscura, ma col probabile significato di "scavatore". Ciò perché i reperti di Mammuthus primogenius erano piuttosto comuni in Russia (specie nella regione tra Perm e il fiume Ural) e venivano frequentemente scoperti quando si scavava nei pressi dei fiumi. I contadini locali fino al Settecento-Ottocento erano convinti che queste ossa appartenessero al mamont, una specie di mitologica talpa gigante.
Il termine "mammut" si suole aggiungere ad altri sostantivi per indicare oggetti di grandi dimensioni, come l'"Albero del Mammut", ovvero la Sequoia gigante, un albero enorme, o ancora la "petroliera mammut", nave petroliera di grande stazza.

## Ritrovamenti

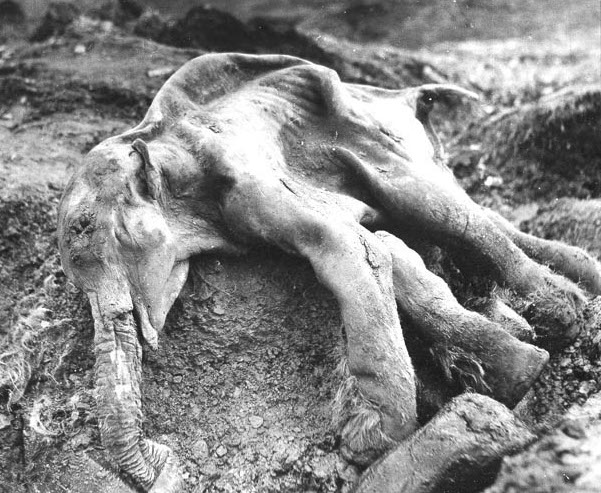
Mammut rinvenuto conservato nel permafrost

Dei mammut sono stati ritrovati numerosi scheletri, le cui zanne forniscono una varietà di avorio di scarso pregio ma ugualmente molto ricercato. Dai ritrovamenti effettuati in Europa, Asia e America settentrionale, che hanno consentito di rinvenire esemplari intatti congelati, imprigionati nel permafrost, è stato possibile ricavare interessanti notizie circa le caratteristiche di questo grande animale vissuto nel Pleistocene ed estintosi alla fine di questa epoca. Esso fu contemporaneo dell'uomo del Paleolitico.

Di recente sono stati scoperti i resti di mammut nani sopravvissuti sull'isola di Wrangel (Russia) dopo la fine del Pleistocene, fino a circa 3.500 anni fa.
Nell'Abri de la Madeleine della Francia sud-occidentale, dove si sono trovati resti del Paleolitico, tra i molti disegni rupestri ve n'è uno che rappresenta un mammut. Il rinvenimento delle rappresentazioni dei mammut eseguite dagli uomini primitivi ha aiutato i paleontologi a ricostruirne l'aspetto fisico: questi disegni mostrano che l'animale era dotato di una gobba di grasso sulla schiena, probabilmente in funzione di riserva energetica per il periodo invernale, non evidente dal semplice esame dello scheletro. La grotta di Rouffignac, nel Périgord Noir, valle della Vézère (Dordogna), contiene oltre 100 disegni di Mammut, risalenti alla fine dell'era glaciale (circa 13.000 anni fa).